# Iskradata 100
Iskradata 100 računalo je koje je razvila i proizvodila slovenska tvrtka Iskra TOZD Računalniki Kranj od 1982. godine.Računalo je bilo proširivo s raznim modulima, i prodavao se kao razvojni sistem.

## Značajke
- Mikroprocesor
  - 16-bitni Motorola 68000, takt 16 MHz
  - 8-bitni Zilog Z80, takt 4 MHz
- RAM maks. 16 MB
  - 512 KB DRAM modul
  - 32 KB SRAM modul
- ROM
  - 16/32 KB EEPROM modul
- Ulazno/izlazne jedinice
  - 2 x zaslona
  - 2 x tipkovnice
  - A/D pretvarač
  - D/A pretvarač
  - serijski priključak RS-232
  - paralelni priključak Centronics
  - 2 x 8" disketne jedinice
- Operacijski sustav
  - CP/M